# تاريخ جامعة الملك سعود

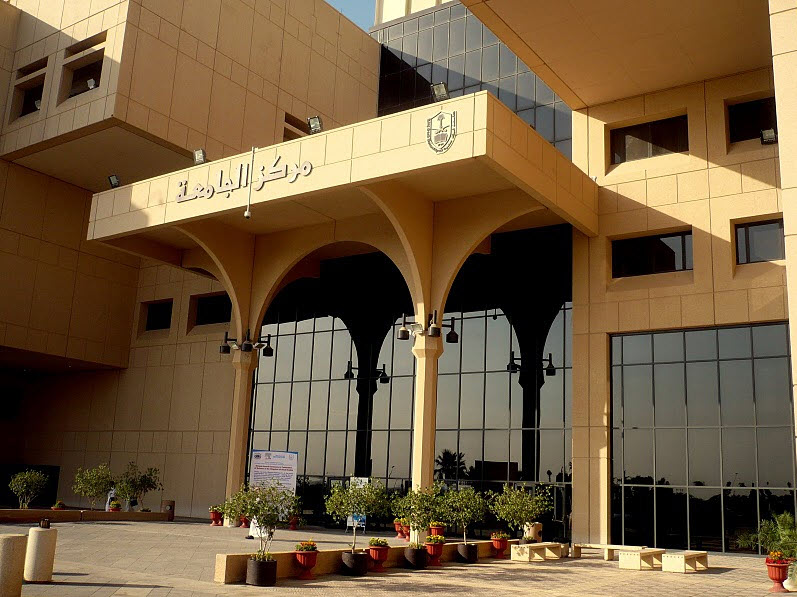
مدخل جامعة الملك سعود

جامعة الملك سعود هي أول جامعة تأسست في المملكة العربية السعودية. تأسست عام 1961، وتغير اسمها إلى جامعة الرياض، ثم عاد إلى الاسم الأصلي مرة أخرى.

## التأسيس

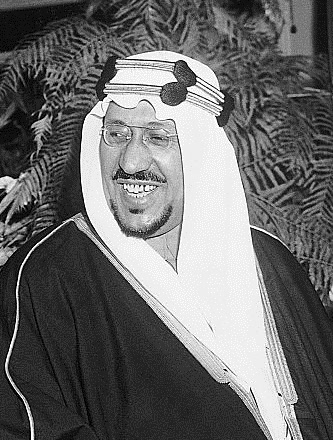
الملك سعود

صدر المرسوم الملكي رقم 112 من عام 1961 والذي ينص على أن: جامعة الملك سعود هي شخصية قانونية مستقلة، بميزانية خاصة بها، مسؤولة عن التعليم العالي، وتشجيع البحث العلمي، والنهوض بالعلوم والفنون في البلاد. وتسمية وزير التربية والتعليم رئيساً للجامعة. وبَيَّن النظام الأساسي للجامعة أن الجامعة بها منصب نائب الرئيس ومنصب الأمين العام، وأن كل كلية ومعهد لديهم عميد ونائب عميد ومجلس للكلية أو المعهد.

## جامعة الرياض
صدر المرسوم الملكي رقم م/ 11 لعام 1967 لبيان النظام الأساسي لجامعة الرياض (حاليًا جامعة الملك سعود)، ويلغي جميع القوانين واللوائح السابقة. من المعالم الرئيسية للنظام الأساسي الجديد إنشاء المجلس الأعلى للجامعة كواحدة من صلاحياته الإدارية. تضم عضوية المجلس الجديد رئيسين نشطين أو غير نشطين، أو عضوين من أعضاء هيئة التدريس الذين شغلوا مثل هذه المناصب خارج البلاد، أو اثنين من المثقفين البارزين.
المجلس الأعلى للجامعة هو القوة التي تُدير شؤون الجامعة: فهو يرسم السياسات، ويصدر القرارات اللازمة لتنفيذ وتحقيق أهداف الجامعة (خاصة تلك المتعلقة بإنشاء كليات وإدارات جديدة)، ويقترح الميزانيات والأنظمة رواتب أعضاء هيئة التدريس والمعاشات والجوائز المالية.
صدر المرسوم الملكي رقم م/ 6 لعام 1972 ليحل محل قانون عام 1967. وبّيَّن النظام الأساسي الجديد الذي يشمل تغييرات في عضوية المجلس الأعلى للجامعة، فقد أصبحت تضم خمسة رؤساء جامعيين فاعلين أو غير نشطين، أو كبار المفكرين السعوديين. يضاف إلى المجلس أمين عام الجامعة واثنان آخران من غير أعضاء الجامعة. إضافة إلى أن النظام الأساسي ينص على إنشاء مجلس أكاديمي يُشرف على الأبحاث والدراسات العلمية. ويصدر المجلس الأعلى للجامعة اللوائح التي تحكم عدد أعضاء المجلس الأكاديمي ومسؤولياتهم وسلطاتهم.
صدرت هذه المراسيم استجابة لاحتياجات الجامعة المتزايدة والمتسعة مع بدء إنشاء كليات جديدة. بين عامي 1958 و1960، تم إنشاء ثلاث كليات هي: كلية العلوم، كلية إدارة الأعمال (الآن كلية الإدارة العامة) وكلية الصيدلة. في 1961-1962 تم قبول النساء لأول مرة في كلية الآداب وكلية الإدارة العامة.
بعد خمس سنوات تم إنشاء كلية الزراعة. وفي نفس العام، تم ضم كلية الهندسة إلى الجامعة وكذلك كلية التربية، بعد أن كانت تابعة لوزارة التربية والتعليم بالتعاون مع اليونسكو. وبعد مرور عام (1969/1970) افتتحت كلية الطب. وفي 1974/1975 تم افتتاح معهد اللغة العربية لخدمة الناطقين بغير اللغة العربية. في ذلك الوقت تم إنشاء عمادة القبول والتسجيل، وشؤون الطلاب، والمكتبات. ومرة أخرى بعد مرور عام (1976) تم إضافة كلية طب الأسنان وكلية العلوم الطبية التطبيقية إلى حرم الرياض، وتزامن إطلاقها في الوقت نفسه في حرم أبها مع كلية التربية. في عام 1977 تولت كلية الدراسات العليا عملها في الإشراف على جميع برامج الدراسات العليا وتنظيمها في مختلف أقسام الجامعة.
في أبها، تم إنشاء كلية الطب بموجب الأمر الملكي رقم. 3 / م / 380 لعام 1979 وأضيف إلى الجامعة وفقًا للتوجيه الملكي رقم. 15128 بتاريخ 29 جمادى الثاني 1400 هـ. بدأت الدراسة الرسمية هناك في العام الدراسي 1980/1981.
في عام 1980 تم افتتاح فرع آخر للجامعة في القصيم وبه ثلاث كليات هي: كلية الزراعة وكلية الطب البيطري وكلية الاقتصاد والإدارة. بدأت الدراسة الرسمية في العام الدراسي 1980/1981.

## جامعة الملك سعود
في عام 1981، احتفلت جامعة الرياض بعيدها الخامس والعشرين، وعادت إلى اسمها الأصلي بجامعة الملك سعود بناء على أوامر من الملك خالد بن عبد العزيز. في تلك السنة أيضًا، استُحدثت عمادة خدمة المجتمع والتعليم المستمر بديلا عن مركز خدمة المجتمع، وتم افتتاح مستشفى الملك خالد الجامعي رسميًا.
بعد ذلك بعامين (1983) تم إنشاء كليتين أخريين هما: كلية علوم الحاسب وعلوم المعلومات وكلية الهندسة والتخطيط. وفي وقت لاحق من عام 1990 تم إنشاء معهد اللغات والترجمة ليتم تحويله بعد أربع سنوات إلى كلية كاملة للغات والترجمة.
في عام 1993 تم إصدار التصديق الملكي على نظام مجلس التعليم العالي والجامعات، والذي يفرض على كل جامعة تشكيل مجلس خاص بها يهتم بشؤونها الأكاديمية والإدارية والمالية، وينفذ سياستها العامة.
في عام 1996 أصدر مجلس التعليم العالي قراره رقم. 1282 / أ بالموافقة على إنشاء مركز للاستشارات والبحوث الذي تم تغيير اسمه لاحقا إلى مركز الملك عبد الله للاستشارات والبحوث.
في عام 1997 صدر المرسوم الملكي رقم 33 والذي ينص على إنشاء كلية المجتمع بجامعة الملك سعود في جازان، وكذلك إنشاء كلية العلوم في حرم القصيم.
في عام 1998 صدر الأمر الملكي رقم 7/78 / م بتاريخ 11 ربيع الأول 1419 هـ بإنشاء جامعة الملك خالد في الجنوب، والتي تتكون من فروع جامعة الإمام وجامعة الملك سعود هناك. وفي نفس العام وبعد إصدار اللوائح الموحدة للدراسات العليا في الجامعات السعودية، أصبحت كلية الدراسات العليا عمادة الدراسات العليا، وتم تأسيس عمادة البحث الأكاديمي وفقًا لما يمليه نظام البحث الأكاديمي الصادر في ذلك العام.
في عام 2000 تم إنشاء كلية الطب في حرم القصيم، وتحولت عمادة خدمة المجتمع والتعليم المستمر إلى كلية الدراسات التطبيقية وخدمة المجتمع.
في عام 2001 تم افتتاح كلية المجتمع في الرياض وفقًا لمجلس الوزراء رقم 73. وخلال العام الدراسي 2002/2003 تم إنشاء كلية العلوم في الجوف. وفي نفس السنة تم افتتاح كلية الهندسة في حرم القصيم، وتمت الموافقة على إنشاء كليات المجتمع في المجمعة والأفلاج والقريات.
ومع بداية العام الدراسي 2003/2004 أصبح حرم القصيم جامعة مستقلة. وفي عام 2003 وافق مجلس التعليم العالي على تحويل قسم التمريض بكلية العلوم الطبية التطبيقية إلى كلية التمريض.

## الرؤساء السابقون
فيما يلي بيانات رؤساء الجامعة منذ إنشائها:
| الاسم                          | من   | إلى  |
| ------------------------------ | ---- | ---- |
| د. عبد الوهاب بن محمد عزام     | 1957 | 1959 |
| الشيخ ناصر المنقور             | 1959 | 1960 |
| عبد العزيز بن محمد الخويطر     | 1961 | 1971 |
| عبد العزيز بن عبد الله الفدا   | 1971 | 1979 |
| منصور بن إبراهيم التركي        | 1979 | 1990 |
| أحمد بن محمد الضبيب            | 1990 | 1995 |
| عبد الله بن محمد الفيصل        | 1995 | 2007 |
| أ.د. عبد الله العثمان          | 2007 | 2012 |
| أ.د. بدران بن عبد الرحمن العمر | 2012 | 2024 |
| أ.د. عبدالله بن سلمان السلمان  | 2024 | الآن |